# Ministro de Economía y Finanzas del Perú
El ministro de Economía y Finanzas del Perú es el encargado del Ministerio de Economía y Finanzas.

## Historia
La cartera de Hacienda fue creada en 1821 por el protectorado del general José de San Martín bajo el nombre de  Secretaría de Estado de Hacienda. El primer  encargado de la hacienda pública fue Hipólito Unanue. Posteriormente las secretarías fueron denominadas ministerios, con lo cual, pasó a ser Ministerio de Hacienda.
El primero en adoptar el título de ministro de Economía y Finanzas fue el general Francisco Morales Bermúdez, bajo el Gobierno Revolucionario de la Fuerza Armada presidido por Juan Velasco Alvarado, en 1969.